# Mesurette
Mesurette war ein belgisches Volumen- und Getreidemaß. Es war im Französischen der Deziliter  und dem niederländischen Maatje oder Mäßchen gleich.
- 1 Mesurette = 1/10 Laste
- Lüttich 1 Pognoul = 4 Mesurette = 0,4658 Liter

Die Maßkette war bei Flüssigkeiten
- 1 Tonne = 80 Pots = 160 Pinten = 320 Schoppen = 1280 Mesurettes (Mäßchen)[1]